# 뮤지션 (잡지)
뮤지션(Musician)은 미국의 월간 잡지로 대중 음악에 관한 뉴스와 정보를 다루었다. 1976년 샘 홀즈워스와 고든 베어드가 뮤직 아메리카(Music America)로 시작하였다. 두 친구는 친척들로부터 2만 달러를 빌려 콜로라도주에서 출판을 시작했다.
"예술, 산업 그리고 음악 제작의 기술"이라는 부제가 붙은 잡지로, 록 음악의 스타들에 대한 길고 철저한 기사로 잘 알려져 있었다. 팬 잡지가 아니라 음악가의 기술을 다룬 잡지로서 결과적으로는 음악에 종사하는 사람들의 존경을 받았다. 홀즈워스는 2003년 인터뷰에서 "음악가들이 동료들과 이야기하고 있다고 느낄 정도의 신뢰 수준을 만들었다"고 언급했다. 같은 기사에서 홀즈워스는 왜 특정한 브랜드의 악기를 선택했는지, 특정 노래에 대한 영감이 무엇인지와 같은 일반적인 다른 잡지가 발견하지 못한 세부적인 사항들로 유명했다고 밝혔다.
뮤지션은 헌신적인 독자층이 있었지만 잘 팔리지는 않았다. 작가들의 좋은 질로 비평가들로부터 존경을 받기도 했다. 뮤지션에서 작가로 활동했던 인물 중에는 록 비평가인 레스터 뱅스와 후에 영화 감독이 되는 카메론 크로우가 있다. 후에는 뮤지션, 플레이어 & 리스너(Musician, Player & Listener)로 이름을 바꾸고 매사추세츠주의 글로스터에 본사를 세웠다.
홀즈워스와 베어드는 1981년 빌보드에 회사를 팔았다. 홀즈워스와 다른 회사의 간부가 1985년 다시 이를 사들였고, 운영을 하다가 1987년 다시 판매하였다. 잡지는 1999년 폐간됐다.